# Alvīrābād
Alvīrābād (persiska: الوير آباد) är en ort i Iran.   Den ligger i provinsen Qom, i den centrala delen av landet, 130 km sydväst om huvudstaden Teheran. Alvīrābād ligger 938 meter över havet och antalet invånare är 462.
Terrängen runt Alvīrābād är platt.Runt Alvīrābād är det ganska tätbefolkat, med 100 invånare per kvadratkilometer. Närmaste större samhälle är Pestakān, 1,9 km sydost om Alvīrābād. Trakten runt Alvīrābād består till största delen av jordbruksmark.